# Júnior Viçosa
Luiz Severo Júnior, mais conhecido como Júnior Viçosa (Viçosa, 24 de julho de 1989), é um futebolista brasileiro que atua como centroavante. Atualmente, joga pelo ASA.

## Carreira

### ASA
Júnior começou sua carreira nas categorias de base do Igaci. Logo depois foi para o ASA. Antes de se tornar profissional, ele passou meses na base do Angrense de Portugal para testes. Já como profissional se destacou com a camisa do ASA durante o Campeonato Brasileiro de Futebol de 2010 - Série B, despertando o interesse de vários times do futebol brasileiro, até que o Grêmio o contratou em 23 de setembro de 2010.

### Grêmio
Na sua estreia com a camisa do Grêmio, ele marcou o gol de empate quando o jogo estava 1-0 para o Cruzeiro. Viria a ter destaque no Grenal de 2011, quando marcou três gols em dois jogos contra o Internacional.

#### Empréstimos
Mas, na sequência da temporada, não foi aproveitado pelo Grêmio, e foi emprestado para o Sport. Em 2012, voltou ao Grêmio, mas também não foi aproveitado e foi emprestado ao Goiás, em 12 de março.
No início de 2014, foi emprestado ao Atlético-GO.
Pelo Atlético-GO, foi o artilheiro do Campeonato Goiano com 9 gols, ajudando seu time a conquistar o título. Também participou da campanha do Atlético na Série B como titular.

### Chiasso
Em 2015 rescindiu com o Grêmio e foi jogar pelo FC Chiasso, da Suíça.

### Volta ao Atlético Goianiense
Retornou ao Atlético Goianiense depois de seis meses. Em sua segunda passagem pelo dragão teve ainda mais brilho que a primeira, sendo até Campeão Brasileiro da Série B pelo Atlético.

### Goiás
No dia 17 de julho de 2017 após quatro dias do encerramento do seu contrato com o Atlético-GO, o atacante acertou contrato com o Goiás e vai reforçar a equipe no Campeonato Brasileiro da Série B.

## Títulos
ASA
- Campeonato Alagoano: 2009

Goiás
- Campeonato Goiano: 2012, 2013 e 2018
- Campeonato Brasileiro de Futebol - Série B: 2012

Atlético-GO
- Campeonato Goiano: 2014
- Campeonato Brasileiro Série B: 2016

### Individuais
- Artilheiro do Campeonato Goiano: 2014 - (9 gols)
- Troféu Guará para o Melhor Atacante do ano: 2019